# Saint-Victor-Montvianeix
Saint-Victor-Montvianeix – miejscowość i gmina we Francji, w regionie Owernia-Rodan-Alpy, w departamencie Puy-de-Dôme.
Według danych na rok 1990 gminę zamieszkiwały 274 osoby, a gęstość zaludnienia wynosiła 6 osób/km² (wśród 1310 gmin Owernii Saint-Victor-Montvianeix plasuje się na 580. miejscu pod względem liczby ludności, natomiast pod względem powierzchni na miejscu 57.).